# On Air With Ryan Seacrest

Logo-ul programului

On Air With Ryan Seacrest este un program de radio american condus de Ryan Seacrest. Din începutul lui 2010, programul se transmite în fiecare dimineață din stația KIIS-FM, situată în Los Angeles, California.